# Pseudanthessius spinifer
Pseudanthessius spinifer är en kräftdjursart som beskrevs av Lindberg 1945. Pseudanthessius spinifer ingår i släktet Pseudanthessius och familjen Pseudanthessiidae. Inga underarter finns listade i Catalogue of Life.